# Ахац I фон дер Шуленбург
Ахац I фон дер Шуленбург (на немски: Achaz I von der Schulenburg; * 1565 в Кнезебек (част от Витинген) в Долна Саксония; † 7 септември 1616 в Олденроде (част от Моринген) в Долна Саксония) е благородник от род фон дер Шуленбург в Алтмарк в Саксония-Анхалт.
Той е вторият син на Албрехт IV фон дер Шуленбург (1535 – 1583) и съпругата му Доротея фон Велтхайм († 1593), дъщеря на Ахац фон Велтхайм († 1558) и Аделхайд фон Швихелт († 1545). Братята му са Левин III фон дер Шуленбург (1564 – 1625), Ханс X фон дер Шуленбург (1566 – 1598), Георг XI фон дер Шуленбург (1567 – 1607), Вернер фон дер Шуленбург († сл. 1583) и Дитрих XI фон дер Шуленбург (1574 – 1618).

## Фамилия
Ахац I фон дер Шуленбург се жени за Розина фон Валденфелс († 1601). Те имат две деца:
- дете фон дер Шуленбург († 1599)
- София Доротея фон дер Шуленбург (1601 – 1621)

Ахац I фон дер Шуленбург се жени втори път 1604 г. за Анна фон Щьокхайм (1574 – 1622). Бракът е бетдетен.